# Peropyrrhicia
Peropyrrhicia is een geslacht van rechtvleugeligen uit de familie sabelsprinkhanen (Tettigoniidae). De wetenschappelijke naam van dit geslacht is voor het eerst geldig gepubliceerd in 1891 door Brunner von Wattenwyl.

## Soorten
Het geslacht Peropyrrhicia omvat de volgende soorten:
- Peropyrrhicia antinorii Bormans, 1881
- Peropyrrhicia guichardi Ragge, 1980
- Peropyrrhicia maculata Schulthess Schindler, 1898
- Peropyrrhicia massaiae Bormans, 1881
- Peropyrrhicia parva Ragge, 1980